# Belarus herrlandslag i handboll
Belarus herrlandslag i handboll representerar Belarus i handboll på herrsidan. Lagets bästa resultat någonsin är 8:e plats i EM 1994 och har därefter även deltagit i EM 2008, 2014, 2016 och 2018. Belarus har även deltagit i VM 1995, 2013, 2015 och 2017 och nått som längst åttondelsfinal, utom i VM 2015 där Belarus blev utslagna redan i gruppspelet.

## Spelare i urval
- Sjarhej Harbok (även för Ryssland)
- Michail Jakimovitj (även för Sovjetunionen och OSS)
- Artsem Karalek
- Andrej Klimovets (även för Tyskland)
- Sjarhej Rutenka (även för Slovenien)
- Aleksandr Tutjkin (även för Sovjetunionen och Ryssland)